# چگالی قطبش
چگالی قطبش (یا قطبش الکتریکی، یا به زبان ساده، قطبش)، در الکترومغناطیس کلاسیک، میدانی برداری‌ست که بیان‌گر چگالی دائم یا ناشی از قراردادن دوقطبی الکتریکی در مواد دی‌الکتریک است. هنگامی‌که دی‌الکتریک در میدان الکتریکی خارجی قرار گیرد، مولکول‌های آن، گشتاور دوقطبی الکتریکی به‌دست می‌آورند، و دی‌الکتریک، قطبیده می‌شود. 
گشتاور دوقطبی الکتریکیِ القاشده در واحد حجم مواد دی‌الکتریک، قطبش الکتریکی دی‌الکتریک نام دارد. چگالی قطبش، چگونگی پاسخ مواد به میدان الکتریکی اعمال‌شده را توضیح می‌دهد، و می‌توان از آن برای محاسبه نیروهایی که از اثر متقابل آن‌ها نتیجه‌ شده، استفاده کرد. می‌توان شیوه اندازه‌گیری آن را، با مغناطش، که پاسخ مواد به میدان مغناطیسی است، مقایسه کرد. 
واحد اندازه‌گیری چگالی قطبش در SI، کولُِن بر متر مربع، و چگالی قطبش با بردار P نشان داده می‌شود.

## تعریف
چگالی قطبش {\displaystyle {\bf {P}}} به عنوان متوسط گشتاور دوقطبی الکتریکی {\displaystyle \Delta p} در حجم ماده دی‌الکتریک {\displaystyle \Delta V} تعریف می‌شود؛ {\displaystyle \mathbf {P} =\Delta p/\Delta V}.

## چگالی قطبش در معادلات ماکسول
رفتار میدان‌های الکتریکی (E و D)، میدان‌های مغناطیسی (B، H)، چگالی بار (ρ) و چگالی جریان (J) بر اساس معادلات ماکسول در ماده توصیف‌شده است. نقش P چگالی قطبش در زیر توضیح‌داده شده‌است؛

## روابط بینE،DوP
چگالی قطبش P مربوط به میدان جابجایی الکتریکی D از
{\displaystyle \mathbf {D} =\epsilon _{0}\mathbf {E} +\mathbf {P} }
که {\displaystyle \epsilon _{0}} گذردهی الکتریکی خلأ است، به‌دست می‌آید. در این معادله، P (منفیِ) میدان ناشی از ماده‌ای‌ست که در آن بارها ساکنند. دوقطبی‌ها، در پاسخ به میدان E تغییر مکان می‌دهند، درحالی‌که D ناشی از باقی ماندن بارهای آزاد است. به طور کلی، P به عنوان یک تابع از E است. در بسیاری از مسائل، کارکردن با D و بارهای آزاد، آسان‌تر از کارکردن با E و همۀ بارهاست.